# Lukáš Palyza
Lukáš Palyza (Ostrava, 10 novembre 1989) è un cestista ceco.

## Carriera
Con la Rep. Ceca ha disputato i Giochi olimpici di Tokyo 2020, i Campionati mondiali del 2019 e i Campionati europei del 2017.

## Palmarès
- Campionato ceco: 5

ČEZ Nymburk: 2011-12, 2012-13, 2013-14, 2020-21, 2021-22
- Coppa della Repubblica Ceca: 4

ČEZ Nymburk: 2012, 2013, 2014, 2021